# برنامه‌ریزی عصبی زبانی
برنامه‌نویسی عصبی زبانی (به انگلیسی: Neuro-linguistic programming) (مخفف انگلیسی: NLP)، یک روش شبه علمی است که به تغییر و تحول در وجود انسانی و رشد فردی و اجتماعی هر شخص می‌پردازد. این روش در دهه ۱۹۷۰ میلادی و سال ۱۹۷۱ توسط یک دانشجوی ریاضی و مدل‌سازی با نام ریچارد بندلر و یک استاد زبان‌شناسی به نام جان گریندر در دانشگاه کالیفرنیا، سانتا کروز بنیانگذاری شده‌است. در این روش علمی که به ارتباط بین زبان کلامی و غیر کلامی و تأثیر آن بر ذهن و مغز و سیستم عصبی مرتبط با آن می‌پردازد و خلق تجربیات درونی و بیرونی که ما در واقعیت‌های زندگی خود تجربه می‌کنیم را از فرایندهای زبانی و سیستم عصبی مورد بحث و بررسی قرارمی دهد و متناسب با سیستم وجودی و زبان ذهن و مغز هر فرد تغییرات اساسی و عمیقی را در ساختارهای کلامی و غیرکلامی او ایجاد می‌کند البته قسمت ابتدایی اما مهم این علم به بحث ارتباط کلامی می پردازد که اشاره ودقت به موضوع باور و رفتار دارد وبه زبان ساده میتوان گفت اگر اصلاح اولیه از بیان و کلام شما آغاز گردد آنگاه در باور و ضمیر ناخوداگاه شما نیز شکل میگیرد و به یک عادت رفتاری تبدیل میشود ومجددا رفتار و تفکر شما خالق کلمات و عبارات میگرد و این چرخه هرروز تکرار میگردد تا منجر به رشد و پیشرفت شما شود

## تعریف ان ال پی (برنامه‌نویسی عصبی زبانی)
ان‌ال‌پی یا همان برنامه‌نویسی عصبی زبانی که در ترجمه فارسی به عنوان "برنامه‌ریزی عصبی کلامی" شناخته می‌شود یک روش علمی است که به تغییر و تحول عمیق در ساختارهای ذهن و مغز می‌پردازد و به دنبال کشف تأثیر ساختارهای زبانی کلامی و غیرکلامی بر روی سیستم عصبی و برنامه‌نویسی سیستم ذهنی و مغزی می‌باشد. برای درک بهتر کارکردها و عملکردهای ان ال پی می‌توانیم به ساختار لغوی آن به صورت مجزا بپردازیم و ماهیت ان‌ال‌پی یا همان برنامه‌نویسی عصبی زبانی را بشناسیم.

### NLP یا Neuro-linguistic programming چیست؟

#### Neuro (سیستم عصبی)
یکی از زمینه‌هایی که در ان‌ال‌پی برای ایجاد تغییرات در وجود انسانی مورد توجه و استفاده قرار می‌گیرد مغز و ذهن می‌باشد. این بخش از ان‌ال‌پی به سیستم عصبی و نورولوژی که شامل سیستم اعصاب مرکزی و محیطی می‌باشد می پردازد. ان ال پی به‌طور تخصصی به مطالعه پردازش‌های مغزی و ارتباطات بین نورون‌های مغزی می‌پردازد و تأثیر این پردازش‌ها را بر تمامی سیستم عصبی و فیزیولوژی ما مورد بررسی قرار می‌دهد و تمامی ساختارها و الگوهایی که در سیستم عصبی اجرا می‌شوند و مؤثر نیستند را شناسایی و در ساختار آن‌ها تغییرات اساسی را ایجاد می‌کند.

#### Lingustic (قابلیت‌های زبانی)
یکی دیگر از زمینه‌های که در ان‌ال‌پی به‌طور تخصصی به آن پرداخته می‌شود "زبان" می‌باشد. این بخش از ان‌ال‌پی به تأثیر زبان بر روی ذهن و مغز و سیستم عصبی مرتبط با آن می‌پردازد که دو نوع ساختار زبان کلامی و غیرکلامی در این قسمت مورد توجه می‌باشند. زبان کلامی, همان زبانی می‌باشد که ما کلمات را بر روی آن بیان می‌کنیم و از طریق آن به گفتگو و ارتباط با دیگران می‌پردازیم و زبان غیر کلامی, زبان فیزیولوژی ما می‌باشد که شامل ژست‌ها و حرکاتی است که در بدن ما بروز می‌کند. مانند زمانی که صحبت می‌کنید و دست‌های خود را تکان می‌دهید و حالات صورت خود را تغییر می‌دهید. تمامی این علائمی که در بیرون از بدن ما قابل مشاهده هستند جزئی از زبان غیرکلامی ما محسوب می‌شوند و توجه کنید که زبان غیرکلامی زبان بدن نیست بلکه علائم و ژست‌هایی است که برای هر فرد به صورت منحصر به فرد ناشی از پردازش‌هایی که در شبکه عصبی و مغز او شکل می‌گیرد در فیزیولوژیش بروز می‌کند و به همین دلیل ترجمه برنامه‌ریزی عصبی کلامی ترجمه دقیقی نیست چون عصبی کلامی فقط به قسمت زبان کلامی اشاره می‌کند و از آنجایی که هم زبان کلامی و غیرکلامی در ان ال پی مورد توجه و استفاده قرار می‌گیرد، ترجمه عصبی زبانی بسیار دقیق‌تر می‌باشد چرا که به زبان اشاره می‌کند و هر دو بعد کلامی و غیرکلامی را در بر می‌گیرد.

#### Programming (برنامه‌نویسی)
از دیدگاه ان‌ال‌پی سیستم ذهن و مغز انسان مانند یک ابرکامپیوتر بی‌نهایت می‌باشد و تمامی افکار، احساسات، هیجانات و باورها و ارزش‌ها که محصولاتی از ذهن و مغز می‌باشند به عنوان برنامه‌های ذهنی و مغزی شناخته می‌شوند و تمامی رفتارها و فرایندهایی که در انسان شکل می‌گیرد ناشی از این برنامه‌ها می‌باشد و ان ال پی معتقد است همان‌طور که ما از زمان تولد تا به امروز بر اساس سبک زندگی و ورودی‌هایی که گرفتیم برنامه‌نویسی شده‌ایم پس قابلیت برنامه‌نویسی مجدد را نیز داریم و از این نگاه ان ال پی انسان را موجودی برنامه پذیر با قابلیت برنامه‌نویسی مجدد می‌داند و ما قادریم تمامی برنامه‌هایی که از طریق زبان کلامی و غیر کلامی در سیستم عصبی ما شکل گرفته‌اند و تمامی فرایندها و وضعیت‌های درونی و واقعیات زندگی بیرونی ما را خلق می‌کنند تغییر دهیم. در نتیجه این قسمت از ان ال پی به برنامه‌نویسی مجدد ذهن و مغز می‌پردازد و اگر بخواهیم یک تعریف کلی و جامع از ان ال پی یا همان برنامه‌نویسی عصبی زبانی داشته باشیم می‌توانیم بگوییم ان ال پی علم و دانشی است که با استفاده از زبان کلامی و غیرکلامی به برنامه‌نویسی مجدد سیستم عصبی و ذهن و مغز می‌پردازد و توجه کنید لغت Programming به معنی برنامه‌نویسی می‌باشد نه برنامه‌ریزی چرا که اگر برنامه‌ریزی مد نظر بود از لغت Planing استفاده می‌کردند در نتیجه ترجمه دقیق ان ال پی «برنامه نویسی عصبی زبانی» می‌باشد.
ان‌ال‌پی با مطالعه ساختارهای زبانی و ذهنی و مغزی که اجزای مهمی در شکل‌گیری تجربیات زندگی انسان هستند موفق به کشف چگونگی‌های این فرایندها در وجود انسانی شده‌است و با شناخت ساختارمندی در تجربیات ذهنی و مغزی انسان موفق به مطالعه افراد برجسته در هر زمینه شده و الگوهای کلامی و غیرکلامی آن‌ها و ارتباطاتی که در سیستم عصبی آن‌ها موجب دستاوردهای بی نظرشان شده‌است را استخراج و مدل‌سازی نموده و از این طریق به شناخت چگونه فهمیدن هر موضوعی در ذهن و مغز انسان‌های موفق و برجسته می‌پردازد و آن تجربیات را با بهینه‌سازی و مدل کردن در خدمت بشر قرار می‌دهد تا با اجرای آن الگوها و مدل‌ها در فرایندهای ضمیر ناخودآگاه تمامی انسان‌های با سرعت و کیفیت بیشتری به دستاوردهای متعالی تری در هر زمینه برسند.

## چرا ان‌ال‌پی مفید است؟
ان‌ال‌پی می‌تواند به ما کمک کند تا مهارت‌های ارتباطی و تاثیرگذاری خود را به‌طور قابل توجهی بهبود بخشیم. کریس وایدنر نویسنده کتاب هنر تاثیرگذاری معتقد است متقاعد کردن دیگران را باید از خودتان شروع کنید.
تمرین تکنیک‌های ان‌ال‌پی، خلاقیت، انعطاف‌پذیری و توانایی شما برای تسلط به تغییرات را افزایش می‌دهد.
ان‌ال‌پی همچنین در تجارت هم می‌تواند به کمک شما بیاید مهارت‌های رهبری، فروش، مدیریت پروژه، مربیگری و روابط با اشخاص و … را بهبود بخشد. در زندگی شخصی هم به شما کمک می‌کند تا به هدف خود متصل شوید، بر موانع غلبه کنید و در مسیر پیشرفت قرار بگیرید.

## کاربرد های ان ال پی
ان ال پی(NLP) کاربرد های بسیاری دارد که در زیر به تعداد از آنها اشاره میکنیم:
- کمرنگ کردن خاطرات بد
- برنامه ریزی مجدد ذهن و ساخت عادات جدید
- افزایش اعتماد به نفس و بهبود عملکرد روزانه
- تکنیک های ارتباط موثر (تحکیم روابط و بازگرداندن عشق از دست رفته)
- کوچینگ و راهبری فردی و سازمانی
- بازاریابی عصبی و فنون مذاکره و متقاعدسازی مشتری
- رهایی از عادات بد (سیگار کشیدن، پرخوری، وسواس و…)
- درمان انواع فوبیا (ترس از تاریکی، ترس از حیوانات، ترس از ارتفاع، ترس از حضور در جمع و…)
- کاهش وزن و لاغری از طریق شناخت علل چاقی
- یافتن ماموریت و یافتن رسالت شخصی در زندگی

## تاریخچه شکل‌گیری ان‌ال‌پی
امروزه اگر تصمیم می‌گیریم که در مسیر و زمینه‌های جدیدی گام برداریم یا وارد دنیای جدید یک دانش شویم، اینکه بدانیم این علم و دانش از کجا آمده و چه افرادی در شکل‌گیری آن نقش داشته‌اند در ساختار فهم ما نسبت به آن دانش بسیار تأثیر می‌گذارد. در مورد شناخت تاریخچه ان ال پی و مسیری که تا به حال طی کرده است نیز همین اصل حاکم می‌باشد.
زمانی که شما به تاریخچه و مسیری که علوم مختلف توسط تلاش‌های بی‌شماری پایه‌گذاری شده‌اند سر می‌زنید و آن‌ها را مطالعه می‌کنید به‌آرامی متوجه می‌شوید که وجود شما اُنس بیشتری با آن دانش می‌گیرد و معرفت ذاتی آن دانش و روح انسان‌هایی که لحظه‌به‌لحظه با عشق و کنجکاوی در پی کشف مطالب جدید بوده‌اند را با تمام وجود احساس می‌کنید و شما هم با تعهدی عاشقانه و دنیایی از امید قدم را در جای پای آن‌ها گذاشته و در دنیای که آن‌ها ساخته‌اند غوطه‌ور می‌شوید و خود مهره‌ای از این زنجیر می‌شوید و دیگران را همین‌قدر عاشقانه در پی جستجو برمی‌انگیزید.
دانش ان ال پی که امروزه در دنیای بشر تحولات عظیمی را به وجود آورده، حاصل تلاش بی‌وقفه انسان‌های آزاده و عاشقی بوده است که در جهت رشد و ارتقاء کیفیت زندگی بشر کوشیده‌اند و همواره پیام‌آور صلح و دوستی و آرامش در لحظات زندگی انسان‌ها بوده‌اند. ما نیز که امروزه تصمیم گرفته‌ایم گام در مسیر شناخت و آگاهی از خود برداریم و این دانش را برای مسیر زندگی خود انتخاب کرده‌ایم، اولین گام خود را در جهت آشنایی با مسیری که ان ال پی تا به امروز طی کرده و افرادی که در شکل‌گیری آن نقش داشته‌اند را برمی‌داریم و با آشنایی مختصری با تاریخچه ان ال پی فهم تاریخی خود را در این دانش افزایش می دهیم.
در دهه ۷۰ و در سال ۱۹۷۱ میلادی یک دانشجوی مدل‌سازی و ریاضی به نام ریچاد بندلر در دانشگاه سانتاکروز کالیفرنیا تحصیلات خود را می‌گذراند و گاهی اوقات موسیقی را نیز آموزش می‌داد. در همین حین ایشان به فرزند دکتری به نام رابرت اسپیتزر که در حوزه گشتالت درمانی فعالیت می‌کرد موسیقی را آموزش می‌داد و در همین زمان بود که دکتر اسپیتزر کتابی در مورد گشتالت درمانی از فریتز پرلز که یکی از بهترین‌های آن زمان در گشتالت تراپی بود را در اختیار ریچارد برای مطالعه و بررسی قرار داد.
بندلر به دلیل علاقه زیادش بعد از مدتی آموزه‌ها و روش‌هایی که در گشتالت درمانی می‌آموخت را با هیپنوتیزم کلاسیکی که از قبل آموخته بود ترکیب می‌کرد و آن‌ها را در دانشگاه سانتاکروز کالیفرنیا با کمک دوستش فرانک پوسلیک که دانشجوی روانشناسی و علوم اجتماعی بود به تعدادی از افراد که با آن‌ها گروهی را تشکیل داده بودند آموزش می‌داد و در همین جلسات افراد نتایج خوبی را کسب می‌کردند چرا که بندلر روش درمانی فریتز پرلز را به‌خوبی یاد گرفته بود و با مدل‌سازی کارها و رفتارهای او نتایج خوبی را در کار با افراد می‌گرفت و این نقطه شروع شکل‌گیری تاریخچه ان ال پی در دانشگاه سانتاکروز بود.
جان گریندر و ریچارد بندلر پایه‌گذاران اصلی ان‌ال‌پی هستند که با بررسی فعالیت‌های «میلتون اریکسون» - هیپنوتراپیست معروف و پایه‌گذار «هیپنوتیسم اریکسونی» و همچنین بررسی روش‌های کسب موفقیت بازرگانان بزرگ، «ویرجینیا ساتیر» که برای نخستین بار خانواده درمانی را در سطح جهان انجام می‌داد و «فریتز پرلز»، مبتکر روانشناسی گشتالت به این نتیجه رسیدند که «انسان پیوسته در حال برنامه‌ریزی شدن برای زندگی اش است و این برنامه‌ریزی را ضمیر ناخودآگاه وی انجام می‌دهد و موفقیت یا عدم موفقیت در هر کاری را خود فرد برای خودش برنامه‌ریزی می‌کند و با ایجاد و به‌کارگیری سیستم‌های خاصی می‌توان این برنامه‌ریزی را به سمتی که مایل است، تغییر دهد».
بنابراین در دهه هفتاد میلادی بود که ان‌ال‌پی شکل گرفت و بنیانگذاران آن، «ریچارد بندلر» و «جان گریندر» بودند؛ البته از آن جایی که برنامه‌ریزی عصبی زبانی شامل ابزار گوناگونی برای تغییر در رفتار است و اشخاص دیگری همچون: «رابرت دیلتز»، «تد جیمز»، استفان گلیگان، لسلی کامرون بندلر، استیو کونرا، دیوید گوردون، جودیت دولوزیر و … هر کدام با نوآوری‌های خود نیز به نوعی به قوی تر شدن ان‌ال‌پی که امروزه دارای بیش از ۳۰۰ تکنیک برای تغییر در رفتار است، کمک کردند.
برنامه‌ریزی عصبی زبانی در اواخر دهه ۷۰ و اوایل دهه ۸۰ میلادی با کمک رابرت دیلتز، و برخی دیگر از متخصصان برنامه‌ریزی عصبی زبانی توسعه یافت و در طی سال‌های بعد در حوزه‌های مختلف مورد استفاده قرار گرفت.

## پیش فرض های ان‌ال‌پی
آشنایی با اصول و قواعد هر دانشی یکی از موارد بسیار مهم در هر زمینه‌ای به شمار می‌رود. تمامی علوم و دانشی که در زمینه‌های مختلف به تحقیق و بررسی می‌پردازند بر اساس کارکردی که دارند قواعد و اصولی را تعریف می‌کنند تا بتوانند در چارچوب این قواعد به بالاترین میزان بهره‌وری خود دست پیدا کنند مانند یک کارخانه خودروسازی که برای تولیدات باکیفیت قوانینی را برای کارمندان و تمامی مدیران خود تعریف می‌کند. ان ال پی نیز به‌عنوان دانشی تأثیرگذار در ایجاد تغییرات انسانی دارای اصول مشخصی می‌باشد که این اصول تحت عنوان پیش فرض های ان ال پی شناخته می‌شوند.
ما نیز برای اینکه بتوانیم در مسیر ان ال پی قدم برداریم و از ابزارها و نگرش‌هایی که در اختیار ما قرار می‌دهد به بهترین نحو بهره‌برداری و استفاده کنیم و زندگی خود را دچار تغییرات اساسی کنیم باید قواعد و اصول این دانش را بشناسیم و محور رفتارها و زندگی خود را مبتنی بر آن‌ها قرار دهیم که این قواعد و اصول همان پیش فرض ها در  ان ال پی می‌باشند. در واقع پیش فرض های ان ال پی اصول بسیار مهمی هستند که پایه‌های ان ال پی و مفاهیم عمیق آن را در یک تصویر کلی به نمایش می‌گذارند و نگرشی جامع از کارکردهای مؤثر ان ال پی در اختیار ما قرار می‌دهند. این اصول به رفتارها و عملکردهای ما در بستر ان ال پی جهت می‌دهند و زمینه وجودی ما را برای پذیرش الگوهای متعالی و تصمیمات درست و آگاهانه در زندگی آماده می‌کنند.

### مفهوم کلمه پیش فرض در ان‌ال‌پی چیست؟
منظور از پیش فرض های ان ال پی نظریات و فرض‌هایی است که ما آن‌ها را به‌عنوان شاخصی از پیش تعیین‌شده در نظر می‌گیریم که این شاخص‌ها به ما کمک می‌کنند تا ماهیت و کارکرد ان ال پی را بهتر متوجه شویم و بدانیم که گام گذاشتن در این دانش ابتدا نیاز به پذیرش چه نگرش‌ها و اصولی دارد. به فرض مثال در نظر بگیرید یک فرد می‌خواهد در کارخانه‌ای مشغول به کار شود. در ابتدا برای استخدام او باید اصول و قواعدی که این مجموعه دارد را بپذیرد تا بتواند در آنجا مشغول به کار شود مانند اینکه سروقت بیاید و برود یا اینکه از گوشی در محل کار استفاده نکند و کارهای مربوطه به فعالیت خود را در آنجا با دقت انجام دهد.
برای درک بهتر عملکرد این پیش فرض ها مثال دیگری را بیان می‌کنم تا این موضوع برای شما به خوبی شفاف شود. یکی از پیش فرض های ان ال پی این است که “افراد تجربیاتشان را خودشان خلق می‌کنند” و شما نیز تصمیم گرفته‌اید در مسیر ان ال پی قدم بردارید و از این دانش در زندگی خود استفاده کنید.
بر اساس این پیش فرض اگر شما می‌خواهید از برکات و نگرش‌های ان ال پی در زندگی خود بهره‌مند گردید و یک ان ال پیست شوید و به طور عملی از آن در زندگی‌یتان استفاده کنید باید از این به بعد مسئولیت خلق تمامی تجربیات زندگی خود را بر عهده بگیرید چراکه ما در ان ال پی معتقدیم فقط خود ما هستیم که مسئول خلق تجربیاتمان هستیم و هیچ عامل بیرونی دیگری در تجربیاتی که ما در هر جنبه‌ای از زندگی تجربه می‌کنیم هیچ نقشی ندارد.

### شکل‌گیری پیش فرض های ان‌ال‌پی
همان‌طور که می‌دانید ان ال پی از علوم مختلفی مانند زبانشناسی، مدل‌سازی‌های ریاضی، هیپنوتیزم، گشتالت، سایبرنتیک و … شکل‌گرفته و مدل‌های ذهنی افراد برجسته‌ای مانند دکتر میلتون اریکسون، فریتز پرلز، ویرجینیا ستیر و … نیز در شکل‌گیری قواعد آن بسیار تأثیرگذار بوده است.
تعدادی از این پیش فرض های ان ال پی توسط بنیان‌گذاران این رشته آقای جان گریندر و ریچارد بندلر مطرح‌شده و تعدادی دیگر از نگاه‌ها و الگوهای افرادی که در ان ال پی موردمطالعه قرارگرفته‌اند به‌عنوان فرض‌ها و پایه‌های مهم ان ال پی در نظر گرفته‌شده‌اند مانند پیش فرض یکم ان ال پی که می‌گوید “نقشه همان سرزمین نیست” از نگاه‌های ریاضی‌دان و معنا شناس لهستانی به نام آلفرد کورزیبسکی گرفته‌شده و در ان ال پی گسترش پیداکرده است و به‌عنوان یکی از مهم‌ترین پایه‌های ان ال پی به شمار می‌رود. در ان ال پی پیش فرض های زیادی مطرح شده است که در ادامه با مجموعه کاملی از مهم‌ترین آن‌ها آشنا می‌شوید.
1- نقشه همان سرزمین نیست. (The map is not the territory)
2- ما برای شروع هر کاری در زندگی نیازمند یک نقشه هستیم. (We need a plan to start everything in life)
3- معنا و کیفیت هر ارتباط را پاسخ مخاطب مشخص می کند. (The meaning of communication is the response you get)
4- شما نمی توانید ارتباط برقرار نکنید. (You cannot not communicate)
5- شکست وجود ندارد، تنها نتایج فرق دارند. (There is no such thing as failure only feedback)
6- تمامی رفتارهای ما دارای نیت سازنده هستند. (Every behavior has a positive intent in some context)
7- بدن و روان ما واحد هستند. (Mind and body are connected)
8- اگر کسی می تواند کاری را انجام دهد، شما هم می توانید. (If anyone can do something, you can too)
9- انسان ها چیزی بیش از رفتارهایشان هستند. (Humans are more than just behaviors)
10- اگر کاری که انجام می دهید نتیجه نداد کار دیگری کنید. (If what you do doesn't work, do something else)

## شکل‌گیری رفتار از دید برنامه‌ریزی عصبی زبانی
گفتنی است در واقع نه تنها بعضی از اعمال ما، بلکه تمام کارهایی را که انجام می‌دهیم و به اصطلاح آن‌ها را «رفتار» می‌نامیم، بر طبق یک برنامه‌ریزی قبلی انجام می‌شود. این برنامه‌ریزی گاهی کنترل شده و به اصطلاح خودآگاهانه است؛ مانند رفتن به سفر و برخی اوقات برنامه‌ریزی ناخودآگاهانه در ما شکل گرفته‌است، همچون ترس از شب؛ بنابراین مسئولیت برنامه‌ریزی در ما را به صورت ناخودآگاهانه، ضمیر ناخودآگاه عهده‌دار است که در واقع مسئول رفتارهای ما است. ضمیر ناخودآگاه فعالیت قسمتی از مغز است و نظریه‌های گوناگونی در خصوص جایگاه آن در مغز بیان شده‌است. در هر صورت این ضمیر ناخودآگاه است که با دریافت اطلاعات و پیام‌ها از محیط و پردازش آن‌ها رفتاری را برای حفظ و امنیت فرد پدیدمی‌آورد و در NLP یا برنامه‌ریزی عصبی زبانی با ابزارهای خاصی که وجود دارد، می‌آموزیم چگونه این رفتارها را تغییر دهیم. با تکنیک‌های برنامه‌ریزی عصبی زبانی می‌توانیم رفتارهای نامطلوب کنونی را تغییر دهیم و بر رفتارهای آیندهٔ خود تأثیر مثبتی بگذاریم.NLP به ما می‌آموزد که چگونه متفاوت و مثبت فکر کنیم.

## نفوذ کلام با استفاده از فن ان‌ال‌پی
یکی از بارزترین شیوه‌های نفوذ کلام، شناخت سیستم روحی افراد و تقلید از آن است.
برای این کار باید به دقت به افراد چشم بدوزید، به سخنان آنان گوش فرا دهید و ببینید که غالباً از چه نوع کلماتی استفاده می‌کنند و چگونه آن‌ها را در قالب الفاظ می‌ریزند. آنگاه با استفاده از همان نوع کلمات و تقلید از لحن صدا، تغییرات چهره، حالات و حرکات چشم به گونه‌ای با آن‌ها صحبت کنند که با نحوه فکر و عملکرد ذهنیشان مطابق باشد.
افراد در ارتباطات خود به یکی از چهار سیستم عصبی زیر گرایش دارند:
افراد سمعی - افراد بصری - افراد لمسی - افراد حسابگر (منطقی - استدلال گر)

## سیستم VAKO کانال ترجیحی دریافت اطلاعات
یافته‌های برنامه‌ریزی عصبی زبانی در سال‌های اخیر، موجی از پژوهشها و مطالعات را به راه انداخته‌است و اولین بار در مبحث «ارزیابی نشانه‌های بصری» در کتاب «قورباغه‌ها برای شاهزاده خانم‌ها»(به انگلیسی: Frogs into Princes)،{ترجمه شده با نام NLP و ایجاد تغییرات سریع فردی}، توسط «ریچارد بندلر» و «جان گریندر» در سال ۱۹۷۰ ارائه شد که شروعی برای مطالعات NLP بود؛ بنابراین یافته‌ها، انسان‌ها در سه گروه بصری، شنیداری و لمسی طبقه‌بندی می‌شوند که براساس صورت‌بندی‌های شش‌گانه حرکات چشم به شکل زیر می‌باشد:

Vr: بازیافت تصویری Vc: تصویرسازی Ar: بازیافت شنیداری Ac: ایجاد زبانی k: اشارات حرکتی Ai: ارتباط زبانی درونی
انسان‌ها از دریچه‌های گوناگونی اطلاعات را دریافت می‌کنند که این دریچه‌ها می‌توانند بینایی، شنوایی، لامسه، چشایی و بویایی باشد و هر شخصی برای دریافت اطلاعات هم‌زمان که از دریچه‌های مختلف استفاده می‌کند، بر روی یکی از آن‌ها بیشتر تکیه می‌کند یا بر اساس نوع زندگی انسان، یکی از این حواس تقویت می‌شود و اطلاعات از آن کانال بهتر و راحت‌تر دریافت می‌شود و حداکثر مطلب را از آن دریچه بیشتر و به صورت دقیق تری جذب می‌کند.
یکی از بهترین راه‌های شناخت کانال دریافت اطلاعات مخاطب همان‌طور که در بالا گفته شد، حرکت چشم هاست؛ به آن گونه که انسان‌ها در مواقعی که به دنبال یک موضوع در حافظهٔ خود می‌گردند یا هنگامی که در حال تصور کردن موضوعی که ممکن است در آینده به آن بپردازند یا به‌طور کلی، در بعضی از فعالیت‌های فکری شان به صورت ناخودآگاه حرکات چشمی را انجام می‌دهند که گویای استفاده از کانال دریافتی ترجیحی آنهاست.

## ان‌ال‌پی و تشخیص دروغگویی
پیروان برنامه‌ریزی عصبی زبانی همچنین این نوع حرکات چشم‌گفتاری را راهی برای شناسایی و تشخیص دروغگویی معرفی کردند با مثال‌هایی مانند اینکه اگر از کودکی پرسیده شود: «مادرش به او چه گفته‌است»؟ در لحظه‌ای که کودک در حال پاسخگویی است باید به حرکات چشم او توجه کرد. اگر چشم‌هایش به سمت چپ حرکت کند به این معناست که تصویری که در حافظهٔ او از واقعیت بوده‌است یادآوری می‌شود و در نتیجه راست می‌گوید و اگر به سمت راست نگاه کند به این معناست که به دنبال نشانه‌هایی برای ساختن تصویری می‌گردد و در نتیجه دروغ می‌گوید و همهٔ اینها در صورتی است که او راست‌دست باشد و در چپ‌دستها کاملاً وارونه خواهد بود. با وجود همهٔ اینها الگوی چشم‌گفتاری که مردم راست‌دست نشان می‌دهند مانند هم نیست و در چپ‌دستهایی که نیمکرهٔ راست برتر داشته باشند، هم این الگو به آن صورتی که ادعا می‌شود وارونه نیست. صورت‌بندی‌ها تنها ترفندی برای دانستن نشانه‌های چشمی افراد هستند که بتوان تا حدی دقیق‌تر آن‌ها را در کنار دیگر نشانه‌های زبان بدن (تن‌گفتار)، هیجان‌رفتار و شناخت‌شناسی تفسیر کرد. این ادعای پیروان برنامه‌ریزی عصبی زبانی تا مدت‌ها به‌همین صورت مورد استفادهٔ مردم قرار می‌گرفت. بیش از سی تا شصت هزار کلاس آموزشی در این زمینه در سطح دنیا برگزار گردید و هزاران ارجاع به این یافته‌ها شد. تا آنکه پروفسور «ریچارد وایزمن» (به انگلیسی: Richard Wiseman) در سال ۲۰۱۲ از دانشگاه «هرتفوردشایر انگلیس» و دکتر «کارولین وات»Caroline Watt از دانشگاه «ادینبرگ» در تحقیقی از داوطلبان، درخواست کردند مطلب حقیقت یا دروغی را به زبان آورند و به این ترتیب، آن‌ها توانستند با فیلمبرداری، حالات و حرکتهای دقیق چشم‌گفتاری آن‌ها را بررسی کنند. وایزمن و وات، پس از سه مطالعه بر روی آزمودنی‌ها به این نتیجه رسیدند که در تقریباً در هیچ موردی، رابطه‌ای بین دروغگویی و حرکات چشم مشاهده نشد.یکی از روش‌های تشخیص دروغگو با استفاده از حرکت مردمک چشم شخص امکان‌پذیر است، مردمک چشم هر شخص در حالات مختلف نشان گر حالات مختلف درونی شخص است به‌طور مثال اگر مردمک چشم‌های شخصی به سمت هر کدام یک از گوش‌های شخص حرکت کرد آن شخص در ذهن خود به صدایی در گذشته یا آینده گوش فرا داده‌است.
زمانی علائم دروغگویی هویدا می‌شود که مردمک چشم شخص به سمت پایین و چپ متمایل شود، البته فقط نمی‌توان به این علامت بسنده کرد و شخصی را دروغگو خواند در ان ال پی به جز علائم فوق به تعدادی علائم دیگر نیز باید توجه کرد که توجه به این علائم تا حدود زیادی می‌تواند تشخصی دروغگو را سهل نماید.
ان ال پی در ایران نیز طرفداران زیادی پیدا کرده، از اینرو اساتیدی در زمینه آموزش این علم به مردم و کمک به بهبود شرایط زندگی آن‌ها فعالیت می‌کنند.